# (5441) Andymurray
(5441) Andymurray est un astéroïde de la ceinture principale.

## Description
(5441) Andymurray est un astéroïde de la ceinture principale. Il fut découvert le 8 mai 1991 à Siding Spring par Robert H. McNaught. Il présente une orbite caractérisée par un demi-grand axe de 3,05 UA, une excentricité de 0,08 et une inclinaison de 11,0° par rapport à l'écliptique.
Il est nommé d'après le tennisman Andy Murray.

## Compléments